# Flavio Chigi (1711-1771)
Flavio Chigi, Príncep de Farnese, Duc d'Ariccia i Príncep del Sacre Imperi Romanogermànic, va ser un cardenal catòlic italià.
Va néixer a Roma el 8 de setembre de 1711. Era el tercer fill d'Augusto Chigi, Príncep de Farnese, i de la princesa Maria Eleonora Rospigliosi; i era nebot del Papa Alexandre VII.
Realitzà diverses funcions en el si de la Cúria romana, notablement com a auditor general de la Cambra Apostòlica a partir de 1743.
El papa Benet XIV l'elevà al Col·legi cardenalici al consistori del 26 de novembre de 1753, amb el títol de cardenal diaca de San Angelo in Pescheria. Va ser prefecte de la Congregació dels Ritus. Participà en el conclave de 1758 que elegí com a Papa a Climent XIII i al de 1769, on l'escollit va ser Climent XIV.
Va morir a Roma el 12 de juliol de 1771, a l'edat de 59 anys.
Els altres cardenals de la família Chigi són Flavio Chigi (1667), Sigismondo Chigi (1667) i Flavio Chigi (1873).